# Стенбок-Фермор, Иван Васильевич
Граф Иван Васильевич Стенбок-Фермор (13 января 1859 — 9 июля 1916) — русский общественный и государственный деятель, член III Государственной думы от Херсонской губернии, член Государственного Совета по выборам.

## Биография
Православный, из старинного дворянского рода. Землевладелец Херсонского уезда Херсонской губернии (2523 десятины). Младший брат Владимир — также общественный деятель и член ГД от Херсонской губернии.
Окончил Александровский лицей IX классом (1878) и поступил на службу в отделение законов Государственной канцелярии.
В 1893 году был причислен к Министерству государственных имуществ чиновником особых поручений и командирован в Северную Америку для устройства русского сельскохозяйственного отдела на всемирной выставке в Чикаго. Будучи чиновником особых поручений, принимал участие в работе многих совещаний и комиссий по вопросам сельского хозяйства. С 1895 года занимался исследованием и описанием благоустроенных хозяйств Херсонской губернии. Дослужился до чина действительного статского советника (1901), в 1909 году был пожалован в камергеры, а в 1914 году был удостоен придворного звания «в должности егермейстера».
В своем родовом имении вел сельское хозяйство, достигнув заметных результатов в повышении производительности земли. Также занимался общественной деятельностью: избирался гласным Херсонского уездного и губернского земств, почетным мировым судьей Херсонского уезда (1883—1895), состоял уполномоченным херсонского дворянства на съездах Объединённого дворянства.
В 1907 году был избран членом III Государственной думы от Херсонской губернии. Входил во фракцию умеренно-правых, с 3-й сессии — в русскую национальную фракцию, с 5-й — в группу независимых националистов П. Н. Крупенского. Состоял товарищем секретаря земельной комиссии, а также членом комиссий: по судебным реформам, распорядительной, по направлению законодательных предположений, по запросам, по рабочему вопросу.
В течение четырёх лет был председателем сельскохозяйственного отделения Императорского Вольно-экономического общества, в 1908 был избран первым председателем Императорского Всероссийского аэроклуба. С 1910 года состоял членом отдела воздушного флота Особого комитета по усилению военного флота на добровольные пожертвования.
25 октября 1915 года избран членом Государственного совета от дворянских обществ, примкнул к группе правого центра. Состоял членом комиссии по военным сухопутным и морским делам.
Умер в 1916 году. Похоронен на Казанском кладбище в Царском Селе.

## Семья
Был женат. Дети:
- Иван (1887—1986), воспитанник Пажеского корпуса, корнет лейб-гвардии Конного полка. Участник Белого движения в составе ВСЮР и Русской армии барона Врангеля, штабс-ротмистр (1920). В эмиграции во Франции, затем — в США[3].

## Награды
- Орден Святого Станислава 2-й ст. (1896);
- Орден Святого Владимира 4-й ст. (1905);
- Орден Святого Владимира 3-й ст. (1910);
- Высочайшая благодарность (1911);
- Орден Святого Станислава 1-й ст. (1914);
- Высочайшее благоволение (1915);
- Орден Святой Анны 1-й ст. (1915).
- медаль «В память царствования императора Александра III»
- медаль «В память коронации Императора Николая II»
- медаль «В память 300-летия царствования дома Романовых»

## Публикации
- Граф Стенбок-Фермор И. Первый полет на воздушном шаре // Воздухоплаватель. — 1909. — Вып. 3–4.